# Abhöraffäre von Stammheim
Die Abhöraffäre von Stammheim waren mindestens 1975 und 1976 stattfindende verfassungswidrige Abhöroperationen in der Justizvollzugsanstalt Stuttgart zur Kontrolle von Gesprächen zwischen Strafverteidigern und Häftlingen der Rote Armee Fraktion (RAF). Manfred Schüler (SPD), damals Chef des Bundeskanzleramts, hatte den Einbau entsprechender Anlagen durch den Bundesnachrichtendienst und das Bundesamt für Verfassungsschutz genehmigt. Die baden-württembergischen Minister Traugott Bender (Justiz, CDU) und Karl Schiess (Inneres, CDU) gestanden am 17. März 1977 gegenüber der Öffentlichkeit die Abhörmaßnahmen ein. Der damalige Bundesinnenminister Werner Maihofer (FDP) wurde nach eigener Aussage erst nach Bekanntwerden der Lauschaffäre Traube im März 1977 in die Aktion eingeweiht.

## Illegale Maßnahmen der Strafprävention
Nach der Entführung des Politikers Peter Lorenz (CDU) installierten Techniker des Bundesamtes für Verfassungsschutz im Auftrag des baden-württembergischen Landesamtes für Verfassungsschutz zwischen dem 1. und 3. März 1975 Mikrophone in fünf Zellen des Hochsicherheitstraktes der Justizvollzugsanstalt Stuttgart-Stammheim. Nach der Geiselnahme von Stockholm wurden in „zwei nicht belegten Zellen“ weitere Abhöreinrichtungen durch Mitarbeiter des Bundesnachrichtendienstes (BND) eingebaut. Die Amtshilfe des BND genehmigte Manfred Schüler, der Chef des Bundeskanzleramtes.
Anlass der Abhörmaßnahmen war der dringende Verdacht, dass die inhaftierten RAF-Mitglieder Geiselnahmen und Gewaltakte aus dem Gefängnis heraus steuern könnten. Die Abhöraktion war ein Bruch von Gesetz und Verfassung. Sie wurde mit einem „übergesetzlichen Notstand“ begründet.
Traugott Bender erklärte, dass Abhörgeräte erstmals wegen der Geiselnahme von Stockholm vom 24. April 1975 eingesetzt worden waren, um eventuell bei Anschlägen mitwirkende Strafverteidiger aufzudecken. Verschwiegen wurde zu dieser Zeit allerdings, dass die Geräte schon Anfang März 1975 installiert worden waren.
Das zweite Mal war zwölf Tage nach der Festnahme von Rechtsanwalt Siegfried Haag im Dezember 1976 kurzzeitig abgehört worden. Auch hier war der Anlass die Vermutung, dass Anschläge von RAF-Mitgliedern aus der Haft geplant und über den Besucherverkehr der Häftlinge in die Tat umgesetzt würden.

## Folgen für den Stammheim-Prozess
Die Abhöroperationen, durchgeführt vom Landeskriminalamt Baden-Württemberg, erbrachten keine Beweise zur Erhärtung der Verdachtsmomente. Der schon fast zwei Jahre dauernde Stammheim-Prozess wurde durch die Aktion gefährdet. Die damaligen Wahlverteidiger der Angeklagten, unter ihnen Otto Schily, reagierten mit dem Auszug aus dem Gerichtssaal und nahmen danach nicht mehr am Verfahren teil. Außerdem wurde die Einstellung des Verfahrens gefordert, weil eine Vielzahl von Verstößen gegen elementare Rechtsgrundsätze zu konstatieren sei. Auch alle sechs Pflichtverteidiger der Angeklagten beantragten eine Aussetzung des Verfahrens, solange Bender keine Zusicherung für einen „unbelauschten“ Verkehr zwischen Angeklagten und Verteidigern gebe. Der Stammheim-Prozess wurde jedoch fortgeführt und endete zirka sechs Wochen später mit der Verurteilung der Angeklagten.